# Turris pagasa
Turris pagasa é uma espécie de gastrópode do gênero Turris, pertencente a família Turridae.